# Tim Holden
Thomas Timothy Holden, detto Tim (St. Clair, 5 marzo 1957), è un politico statunitense, membro della Camera dei Rappresentanti per lo stato della Pennsylvania dal 1993 al 2013.

## Biografia
Laureato in sociologia, Holden lavorò come agente immobiliare e assicuratore prima di entrare in politica con il Partito Democratico.
Nel 1992 si candidò alla Camera dei Rappresentanti per il seggio lasciato da Gus Yatron e riuscì a farsi eleggere deputato. Negli anni successivi fu rieletto per altri quattro mandati nello stesso distretto congressuale, poi nel 2002 a seguito di una ridefinizione dei distretti a seguito del censimento, Holden si trovò a concorrere contro il deputato repubblicano George Gekas; al termine della campagna elettorale, Holden riuscì a sconfiggere di misura Gekas e restò alla Camera. In questa circoscrizione, fu rieletto altre quattro volte. Nel 2012 si candidò nuovamente, ma affrontò nelle primarie democratiche l'avvocato Matt Cartwright, che lo sconfisse.
Durante la permanenza ventennale al Congresso, Holden si configurò come un democratico moderato-centrista e fu membro della Blue Dog Coalition.
Pochi mesi dopo aver lasciato la Camera, Holden fu nominato dal governatore della Pennsylvania Tom Corbett come membro del Pennsylvania Liquor Control Board. Nel 2015 il successore di Corbett, Tom Wolf lo nominò presidente dell'organo.